# Baiomys musculus
Baiomys musculus és una espècie de mamífer rosegador de la família dels cricètids. Viu a altituds de fins a 2.000 msnm a El Salvador, Guatemala, Hondures, Mèxic i Nicaragua. Es tracta d'un animal diürn que s'alimenta d'insectes, llavors i les parts verdes de les plantes. Els seus hàbitats naturals són els boscos caducifolis tropicals, els matollars secs, els herbassars, les dunes costaneres, els camps de pastura i els camps de conreu. És una espècie en risc mínim, és a dir, no sembla que hi hagi cap amenaça significativa per a la seva supervivència. El seu nom específic, musculus, significa ‘ratolinet’ en llatí.